# Сельцы (Кимрский район)
Сельцы — деревня в Кимрском районе Тверской области. Входит в состав Печетовского сельского поселения.

## География
Находится в юго-восточной части Тверской области на расстоянии приблизительно 34 км на север-северо-запад по прямой от районного центра города Кимры в левобережной части района.

## История
Известна была с 1628 года как деревня с 2 жилыми дворами и 3 пустыми, владение Харитона Салтыкова. В 1780-е годы сельцо с 16 дворами, в 1806 — 14 дворов. В 1859 году здесь (деревня Корчевского уезда Тверской губернии) было учтено 20 дворов, в 1887 — 38.

## Население
Численность населения: 82 человека (1780-е годы), 143 (1806), 155 (1859), 144 (1887), 30 (русские 100 %) 2002 году, 8 в 2010.